# Placobdella mexicana
Placobdella mexicana är en ringmaskart som beskrevs av Moore 1898. Placobdella mexicana ingår i släktet Placobdella och familjen broskiglar. Inga underarter finns listade i Catalogue of Life.